# Тис ягідний (Великобичківський лісгосп)
Тис я́гідний — ботанічна пам'ятка природи місцевого значення в Україні. Розташована в межах Рахівського району Закарпатської області, на південний схід від села Ділове. 
Площа 6 га. Статус надано згідно з рішенням облради від 18.11.1969 року № 414, ріш. ОВК від 23.10.1984 року № 253. Перебуває у віданні ДП «Великобичківське ЛДГ» (Діловецьке лісництво, кв. 26, вид. 38). 
Статус надано з метою збереження насаджень (256 екземплярів) тиса ягідного (Taxus baccata). 
Пам'ятка природи «Тис ягідний» розташована на території пам'ятки природи «Урочище Довгий потік».